# Pfalzklinikum für Psychiatrie und Neurologie
Das Pfalzklinikum für Psychiatrie und Neurologie AdöR, kurz Pfalzklinikum, ist Träger von Angeboten der seelischen Gesundheit in der Pfalz. Der Hauptsitz befindet sich in Klingenmünster.
Der Schwerpunkt im Bereich der stationären und teilstationären Krankenhausversorgung liegt auf psychiatrischen, neurologischen, psychotherapeutischen, psychosomatischen und sozialtherapeutischen Angeboten. Das Pfalzklinikum ist Träger des Maßregelvollzugs nach § 63 und § 64 Strafgesetzbuch. Die gemeindepsychiatrischen Angebote umfassen sowohl stationäre als auch ambulante Wohnformen sowie weitere ambulante Hilfen zur Sicherstellung der Teilhabe am gesellschaftlichen Leben.
Das Gesundheits- und Sozialunternehmen wird in der Rechtsform der Anstalt des öffentlichen Rechts geführt. Träger des Pfalzklinikums ist der Bezirksverband Pfalz, ein höherer Kommunalverband. Das Pfalzklinikum unterhält 15 Einrichtungen an 12 Standorten in der Pfalz. Es ist Alleingesellschafter des Gemeindepsychiatrischen Zentrums Vorderpfalz GmbH in Speyer sowie des Medizinischen Versorgungszentrums Pfalzklinikum GmbH mit Sitz in Kaiserslautern.

## Lage
Das Pfalzklinikum für Psychiatrie und Neurologie ist als Wohnplatz der Ortsgemeinde Klingenmünster ausgewiesen und befindet sich im Norden der Gemeindegemarkung abseits des Kernortes zwischen Klingbach und Kaiserbach. Zwei Kilometer westlich erstreckt sich der Treutelsberg. Weiter nördlich befindet sich der ebenfalls zu Klingenmünster gehörende Wohnplatz Kaiserbacher Mühle.
Der Friedhof befindet sich bereits auf der Gemarkung der Nachbargemeinde Göcklingen.

## Hauptsitz und Standorte
Der Hauptsitz des Pfalzklinikums ist Klingenmünster (Landkreis Südliche Weinstraße) am Westrand der Rheinebene. Daneben werden Angebote und Einrichtungen in Rockenhausen, Landau, Wörth-Maximiliansau, Kaiserslautern, Kusel, Maikammer, Pirmasens, Speyer, Dahn, Rodalben und Bad Bergzabern unterhalten.

### Standorte der Erwachsenenpsychiatrie
- Kusel: Tagesklinik und psychiatrische Institutsambulanz
- Rockenhausen: Klinik, Tagesklinik und psychiatrische Institutsambulanz
- Kaiserslautern: Klinik, Tagesklinik und psychiatrische Institutsambulanz
- Speyer: Tagesklinik und psychiatrische Institutsambulanz
- Landau: Tagesklinik und psychiatrische Institutsambulanz
- Wörth: Tagesklinik und psychiatrische Institutsambulanz
- Klingenmünster: Angebote der Allgemein- und Gerontopsychiatrie, Wohnangebote, ambulante Pflege, Schlafmedizin, Behandlung von Abhängigkeitserkrankungen, Neurologie

### Standorte der Kinder- und Jugendpsychiatrie
- Speyer: Tagesklinik und psychiatrische Institutsambulanz
- Kaiserslautern: Tagesklinik und psychiatrische Institutsambulanz
- Pirmasens: Tagesklinik und psychiatrische Institutsambulanz
- Klingenmünster: Differenziertes Angebot

### Standorte der Gemeindepsychiatrie
- Rockenhausen: Ambulante psychiatrische Pflege und Betreuung
- Kaiserslautern: Ambulante psychiatrische Pflege und Betreuung
- Rodalben:    Betreuen – Fördern – Wohnen
- Speyer: Ambulante psychiatrische Pflege und Betreuung, Gemeindepsychiatrisches Zentrum Vorderpfalz GmbH, Tagesstätten
- Bad Bergzabern: Betreuen – Fördern – Wohnen, Tagesstätte Demenz
- Dahn: Ambulante psychiatrische Pflege und Betreuung, Betreuen – Fördern – Wohnen, Teilhabezentrum
- Maikammer: Betreuen – Fördern – Wohnen, Heilpädagogische Wohnstätte
- Klingenmünster: Wohnangebote, ambulante psychiatrische Pflege und Betreuung

### Standorte der integrativen Versorgung
- Rockenhausen
- Kaiserslautern: Medizinisches Versorgungszentrum
- Klingenmünster

## Architektur
Die Anlage des Klinikums ist gemäß der Denkmalliste des Landes Rheinland-Pfalz als Denkmalzone ausgewiesen. Das Hauptgebäude, das in architektonischer Hinsicht an eine Kaserne erinnert, stellt eine dreigeschossige Anlage mit Seitenrisaliten und Dachreiter in historisierenden spätklassizistischen Formen dar; im Mittelteil sind Arkaden im Erdgeschoss vorhanden. Darüber hinaus existieren zwei weitere  Bauten mit zwei Stockwerken. Hinzu kommt ein dreigeschossiger Bau, der während der 1920er 1930er Jahre errichtet wurde, der Werkstätte enthält.

## Bedeutung
Insgesamt verfügt das Pfalzklinikum über etwa 1000 Betten und Plätze. Jährlich werden rund 30.000 Patienten stationär, teilstationär oder ambulant behandelt und betreut. Für etwa 160 Bewohner werden stationäre und ambulante Wohnangebote zur Verfügung gestellt. Der ambulante psychiatrische Pflegedienst betreut etwa 200 Klienten pro Jahr (Stand: Januar 2012). In zwei Tagesstätten werden psychisch Beeinträchtigte (Speyer) und Menschen mit demenziellen Erkrankungen (Bad Bergzabern) betreut. Das Pfalzklinikum hat ca. 1500 Beschäftigte, davon rund 1300 Vollzeitstellen. Darüber hinaus ist die Klinik Eigentümerin des nahen Martinsturms.

## Leistungsprofil
Das Pfalzklinikum ist ein Anbieter stationärer, ambulanter und rehabilitativer Dienstleistungen im Bereich der seelischen Gesundheit. Zur Verfügung gestellt werden Angebote im kinder- und jugendpsychiatrischen (sowie psychosomatischen), psychiatrischen, gerontopsychiatrischen, psychosomatischen, psychotherapeutischen, neurologischen, sozialtherapeutischen und gemeindepsychiatrischen Bereich.

## Einrichtungen
- Klinik für Psychiatrie, Psychosomatik und Psychotherapie Klingenmünster mit den Abteilungen Allgemeinpsychiatrie, Abhängigkeitserkrankungen und Schlaflabor mit Angeboten in den Landkreisen Südliche Weinstraße, Germersheim und Rhein-Pfalz-Kreis sowie den kreisfreien Städten Landau und Speyer
- Klinik für Gerontopsychiatrie, Psychosomatik und Psychotherapie mit Angeboten in den Landkreisen Südliche Weinstraße, Germersheim und Rhein-Pfalz-Kreis sowie den kreisfreien Städten Landau und Speyer
- Klinik für Neurologie (mit Stroke Unit)
- Klinik für Forensische Psychiatrie (Maßregelvollzug)
- Pfalzinstitut – Klinik für Kinder- und Jugendpsychiatrie, Psychosomatik und Psychotherapie mit Angeboten im Verbandsgebiet des Bezirksverbands Pfalz und dem Maßregelvollzug für Jugendliche
- Klinik für Psychiatrie, Psychosomatik und Psychotherapie Kaiserslautern mit Angeboten im Landkreis und der Stadt Kaiserslautern
- Klinik für Psychiatrie, Psychosomatik und Psychotherapie Rockenhausen mit Angeboten in den Landkreisen Donnersbergkreis und Kusel
- Einrichtung „Betreuen – Fördern – Wohnen“ mit Angeboten im Verbandsgebiet des Bezirksverbands Pfalz[3]

## Aus- und Weiterbildungsangebote
Das Pfalzklinikum ist akademisches Lehrkrankenhaus der Johannes-Gutenberg-Universität Mainz.
Das Pfalzklinikum bietet außerdem folgende Ausbildungen an:
- Gesundheits- und Krankenpflegerin/-pfleger
- Heilerziehungspflegerin/-pfleger
- Bürokaufleute
- Kaufleute im Gesundheitswesen

Daneben bestehen Weiterbildungsangebote:
- zur Ärztin/zum Arzt für Psychiatrie und Psychotherapie sowie
- zur Ärztin/zum Arzt für Kinder- und Jugendpsychiatrie und -psychotherapie,
- zur Ärztin/zum Arzt für Neurologie,
- zur Fachkrankenschwester/zum Fachkrankenpfleger Psychiatrie,
- zur Fachkraft für Kinder- und Jugendpsychiatrie (Schwerpunkt forensische Psychiatrie),
- zum psychologischen Psychotherapeuten,
- zum Kinder- und Jugendpsychotherapeuten.[4]

Zur Durchführung der pflegerischen Ausbildungen steht dem Pfalzklinikum eine eigene Krankenpflegeschule zur Verfügung, welche in Kooperation mit dem Klinikum Landau-Südliche Weinstraße betrieben wird. Innerbetriebliche Fortbildungen und Mitarbeiterseminare werden durch ein eigens hierfür gegründetes Fort- und Weiterbildungszentrum koordiniert. In Kooperation mit der Katholischen Hochschule Mainz wird ab Wintersemester 2013 eine akademische Ausbildung für Pflegekräfte der Psychiatrie auf Bachelor/Master-Niveau angeboten. Hierfür wurde die Stiftungsprofessur „Erweiterte Pflegekompetenzen bei langfristigem Versorgungsbedarf  (Schwerpunkt Psychiatrie)“ eingerichtet. Zur Förderung akademischen Nachwuchses im medizinischen Bereich können Stipendien ausgegeben werden.

## Geschichte
Die Institution wurde Ende 1857 als Kreis-Irrenanstalt Klingenmünster gegründet. 1910 wurde sie in Heil- und Pflegeanstalt Klingenmünster umbenannt. Während der Zeit des Nationalsozialismus war sie in die Aktion T4 verwickelt und gab in diesem Zusammenhang Patienten an die Tötungsanstalt Grafeneck ab. 1953 erfolgte eine erneute Umbenennung, diesmal in Pfälzische Nervenklinik Landeck. Ab 1973 trug sie den Namen Pfalzklinik Landeck. Seit 2004 verfügt sie über eine eigene Werkfeuerwehr, die eine Wache und 65 Personen umfasst.

## Aktuelle Entwicklungen

### Gedenken
1993 wurde ein Gedenkstein für die Opfer der NS-Psychiatrie eingeweiht. Seit 1996 beteiligt sich das Pfalzklinikum jährlich im Rahmen einer Gedenkveranstaltung am nationalen Gedenktag für die Opfer des Nationalsozialismus. 2003 wurde die Ausstellung „Euthanasie in Hadamar und Klingenmünster“ gezeigt, die von mehr als 25.000 Menschen besucht wurde. Seit 2004 wird ein Teil des Klinikfriedhofs zu einer Gedenkstätte umgestaltet. 2012 machte die Wanderausstellung „NS-Psychiatrie in der Pfalz“ des Pfalzklinikums in Klingenmünster Station. Von Januar bis April 2014 zeigte das Pfalzklinikum die Ausstellung Im Gedenken der Kinder. Die Kinderärzte und die Verbrechen an Kindern in der NS-Zeit.

### Ambulante Versorgung
Dem Trend zur ambulanten Behandlung folgend hat das Pfalzklinikum folgende Einrichtungen ausgebaut: acht psychiatrische Institutsambulanzen an den Standorten der Kliniken und Tageskliniken für Erwachsene, drei psychiatrische Institutsambulanzen in der Kinder- und Jugendpsychiatrie (IAP) in Klingenmünster, Kaiserslautern, Pirmasens und Speyer, eine forensisch-psychiatrische Ambulanz der Klinik für Forensische Psychiatrie, den ambulanten psychiatrischen Pflege- und Betreuungsdienst (appb), und eine Tagesstätte für Menschen mit Demenz.

### Interdisziplinäres Schlafzentrum
Das Schlafzentrum des Pfalzklinikums ist eine seit 1988 existierende, spezialisierte Einheit, in welcher Schlafstörungen erkannt und behandelt werden können. 2001 wurde es auf 10 Behandlungseinheiten ausgebaut.

### Klinik für Neurologie
Die Klinik für Neurologie befindet sich seit 2006 in einem neu errichteten Gebäude. Die Station verfügt nun über 54 Betten. Die technische Ausstattung umfasst einen Spiral-Computertomographen, einen Kernspintomographen sowie Röntgen- und Ultraschalldiagnostik und elektrophysiologische Techniken.

## Verkehr
Unmittelbar östlich führt die Bundesstraße 48 vorbei. Die Klinik ist über eine Bushaltestelle angebunden, die von mehreren Buslinien bedient wird, beispielsweise der Linie  531, die von Landau in der Pfalz nach Annweiler am Trifels führt und der Linie 540 von Landau nach Bad Bergzabern.

## Wirkungsgeschichte
In der Pfalz, hauptsächlich in der Süd- und Vorderpfalz, und auch im jenseits des Rheins gelegenen Nordbaden wird über einen Menschen, dem man psychische Probleme unterstellt, mitunter abschätzig gesagt: „Der gehört nach Klingenmünster!“

## Persönlichkeiten
- Kurt Heinrich (1925–2015), Mediziner und Psychiater, amtierte von 1971 bis 1972 als Leitender Direktor
- Otfried K. Linde (1932–2019), Pharmazeut und Volkswirtschaftler, bekleidete jahrelang die Position des Pharmaziedirektors
- Gerhart Mall (1909–1983), Psychiater, Neurologe und Psychologe, 1952 bis 1971 Medizinalrat und Direktor
- Dörthe Muth (1932–2019), Politikerin und Richterin, war als Mitglied des Bezirkstages Pfalz Teil des Krankenhausausschusses, der für die Belange Klinik zuständig war
- Friedrich Wilhelm Rebenack (1791–1866), bayerischer Beamter und Landtagsabgeordneter, starb vor Ort
- Alexander Sand (1928–2013), katholischer Theologe und Neutestamentler, wirkte vor Ort als Pfarrer
- Herbert Stoll (1905–1962), Mundartdichter, wurde zwischen 1950 und 1954 viermal vor Ort eingewiesen